# Luigi Maini
Luigi Maini (Ferrara, 17 luglio 1912 – Ferrara, 27 ottobre 1995) è stato un pittore italiano.

## Biografia
Nacque da Aroldo e Adriana Bolognesi, i quali gestivano un albergo a Ferrara. Frequentò in città la civica scuola d'arte Dosso Dossi, sotto la guida dei fratelli Angelo e Giovan Battista Longanesi-Cattani. Nel 1943 espose in una mostra collettiva al Palazzo dei Diamanti presentando quattro tele: Ragazza in rosso, Adolescente, Autoritratto, Bimba. In seguito si trasferì a Roma, dove fu allievo privato di Roberto Melli, celebre pittore che frequentò dal 1946 al 1957. Melli eseguì nel 1951 un suo ritratto, gli insegnò i segreti del suo peculiare tonalismo, presentandogli inoltre nel 1955 una mostra personale tenuta a Bologna a Palazzo Re Enzo.
Maini si era difatti trasferito nel capoluogo emiliano, perseguendo la lezione stilistica di Melli ed esercitando soprattutto nel genere della natura morta e del ritratto. Tra gli altri, ritrarrà anche l'attrice Sophia Loren.
Nel contempo, Maini si dedicava al commercio antiquariale, occupandosi ad esempio della progettata vendita di alcuni capolavori rinascimentali della collezione Vendeghini-Baldi, poi pervenuti alla Pinacoteca nazionale di Ferrara.
Trasferitosi a Lizzano in Belvedere, Maini si stabilì all'albergo Nappini dove rimase tre anni, eseguendo ritratti ai clienti, vendendo nature morte e tenendo una personale a Pesaro alla Brigata amici dell'arte. Rientrato a Ferrara, creò ben presto un'articolata rete di amicizie e di collezionisti che gli permise di vivere dignitosamente con il solo esercizio della pittura. Ad esempio, riuscì a vendere negli anni ben 12 quadri alla Camera di commercio di Ferrara.
Nel 1966 presentò a Palazzo dei Diamanti una sorta di antologica di circa trenta dipinti: l'anno precedente aveva vinto il I Premio Eurofrut, concorso al quale avevano partecipato 63 artisti. Secondo classificato fu Giorgio Balboni. 
Negli anni, Maini eseguì i ritratti di Cesare Bertelli (presidente della Camera di commercio) e di Vito Cavallini, presidente della Cassa di Risparmio di Ferrara e divenne quindi il poeta dei fiori, costruendo nature morte sempre più sintetiche e dalla pennellata quasi gestuale.
Pur amatissimo dai collezionisti di Ferrara, città in cui aveva tenuto diverse personali negli anni '70 e '80, Maini divenne sempre più ipocondriaco e depresso, fino a decidere di togliersi la vita a 83 anni gettandosi da una finestra della sua casa-studio.
Sue opere si conservano altresì presso la raccolta d'arte del Comune di Ferrara.